# Мухаммед ибн Халифа Аль Халифа
 Шейх Мухаммад ибн Халифа Аль Халифа (араб. محمد بن خليفة بن سلمان آل خليفة‎; умер в 1890 г.) — шестой хаким Бахрейна (1843—1868) из династии Аль Халифа. В его правление Бахрейн стал частью Договорного Омана.

## Биография
Третий сын шейха Халифы ибн Салмана Аль Халифы, хакима Бахрейна (1821—1834), внук шейха Салмана ибн Ахмада Аль Халифы, хакима Бахрейна (1795—1821), и правнук шейха Ахмада ибн Мухаммада Аль Халифы, хакима Бахрейна (1783—1795). У Мухаммада было четверо братьев: Али, Дуайдж, Салман и Рашид.
Мухаммад занимал пост губернатора Манамы во время правления своего отца Халифы ибн Салмана. Мухаммад сменил своего отца на посту хакима Бахрейна, когда он скончался в 1834 году. Отец и дед Мухаммада были соправителями Абдаллы ибн Ахмада аль Халифы, правившего в 1795—1843 годах. В 1842 году Мухаммда выступил против своего двоюродного деда Абдаллы ибн Ахмада и объявил себя правителем Бахрейна и Катара. Мухаммад ибн Халифа Аль Халифа потерпел поражение от Абдаллы ибн Ахмада в битве при Аль-Насфе и вынужден был бежать в эмират Неджд, где находился при дворе саудовского правителя Абдаллы ибе Сунайяна.
В начале 1843 года Мухаммед вернулся в Катар, а затем в Бахрейн, а в апреле 1843 года он победил Абдаллу ибн Ахмада Аль Халифу, став следующим правителем Бахрейна. Во время своего правления Мухаммед платил ежегодную дань Фейсалу ибн Турки, преемнику Абдаллы ибн Сунайяна как эмир Неджда. Однако в 1850 году он начал не платить сумму, и в следующем году Мухаммед попытался заручиться поддержкой османов, но его попытка не увенчалась успехом. Абдалле ибн Фейсалу, сыну правителя Неджда, удалось достичь соглашения с Мухаммедом при посредничестве Саида ибн Тахнуна, шейха Абу-Даби.
Мухаммад Аль Халифа подписал договор с британцами в 1856 году, согласно которому он гарантировал, что он будет захватывать британские суда, перевозящие военнопленных на его территории, и запрещать его или его подданным суда от перевозки рабов . В 1860 году Мухаммед обратился к Ирану за защитой из-за ограничений на его действия, наложенных британцами в связи с упомянутым выше договором, и его предложение было персами встречено, но не было реализовано. Мухаммед и его брат Али были вынуждены британским резидентом, коммандером Феликсом Джонсом подписать конвенцию, и эта конвенция фактически интегрировала Бахрейн в Договорный Оман в 1861 году.
Мухаммад ибн Халифа Аль Халифа отрекся от престола в результате британской интервенции после предполагаемого нарушения конвенции 1861 года, которая запрещала ему совершать морские грабежи. В 1867 году он и шейхи Абу-Даби напали на побережье Катара, что привело к большому ущербу в регионе, и этот инцидент ускорил его свержение британцами. Мухаммед бежал из Бахрейна в 1868 году и сначала отправился в Хор-Хасан в Катаре, а затем поселился в Катифе. Ему наследовал его брат Али бин Халифа Аль Халифа, который был убит по приказу Мухаммеда ибн Абдаллы Аль Халифы в 1869 году. Британцы арестовали Мухаммеда и отправили его в тюрьму в Индии, где он находился в заключении в Бомбее (1869—1877) и Адене (1877—1887).
В 1888 году Мухаммед ибн Халифа Аль Халифа был освобожден из британской тюрьмы и доставлен в Мекку, где он жил до своей смерти в 1890 году.
У Мухаммада Аль Халифы от 12 жен было 24 сына и несколько дочерей:
- Шейх Халифа ибн Мухаммад Аль Халифа (1836—1893)
- Шейх Абдалла ибн Мухаммад Аль Халифа (род. 1841)
- Шейх Ахмад ибн Мухаммад Аль Халифа (род. 1843)
- Шейх Али ибн Мухаммад Аль Халифа (род. 1852)
- Шейх Джабир ибн Мухаммад Аль Халифа (1855—1910)
- Шейх Салман ибн Мухаммад Аль Халифа (умер до 1882)
- Шейх Хамад ибн Мухаммад Аль Халифа (1860—1930)
- Шейх Абдалла ибн Мухаммад Аль Халифа (1861—1893)
- Шейх Султан ибн Мухаммад Аль Халифа (род. 1861)
- Шейх Рашид ибн Мухаммад Алдь Халифа (1861—1947)
- Шейх Сакар ибн Мухаммад Аль Халифа (род. 1862)
- Шейх Фарис ибн Мухаммад Аль Халифа (род. 1862)
- Шейх Ибрагим ибн Мухаммад Аль Халифа (умер до 1865)
- Шейх Абдул-азиз ибн Мухаммад Аль Халифа (род. 1864)
- Шейх Ахмад ибн Мухаммад Аль Халифа (умер до 1882)
- Шейх Ибрагим ибн Мухаммад Аль Халифа (1850—1933)
- Шейх Абдул-Рахман ибн Мухаммад Аль Халифа (род. 1866)
- Шейх Рашид ибн Мухаммад Аль Халифа
- Шейх Али ибн Мухаммад Аль Халифа
- Шейх Салман ибн Мухаммад Аль Халифа
- Шейх Ибрагим ибн Мухаммад Аль Халифа
- Шейх Абдулла ибн Мухаммад Аль Халифа
- Шейх Хасан ибн Мухаммад Аль Халифа
- Шейх Рашид ибн Мухаммад Аль Халифа
- Шейха Аиша бинт Мухаммад Аль Халифа
- Шейха Амина бинт Мухаммад аль-Халифа
- Шейха Шарифа бинт Мухаммад аль-Халифа.